# Тацута (авизо)
Тацута — японский безбронный крейсер, фактически торпедная канонерская лодка. Был срочно заказан в Великобритании вместо погибшей «Чисимы», чтобы успеть к войне с Китаем. Первоначально был однотрубным и нес 5 торпедных аппаратов. На пути в Японию конфискован и возвращен только в декабре 1896 года.
С 1898 года — посыльное судно (авизо). В 1903 году капитально реконструирован и перевооружен. Участвовал в блокаде Порт-Артура. 2 (15) мая 1904 года, имея на борту спасенного с погибшего броненосца «Хацусе» контр-адмирала Насиба и его штаб, сел на камни у острова Элиот, но через месяц снят и отремонтирован к сентябрю.
В 1918 году стал плавучей базой и ремонтным кораблем подводных лодок и переименован в «Нагаура-Мару».
В 1925 году разобран на металл.